# Gamma1 Octantis
Pour les articles homonymes, voir Gamma Octantis.
Désignations
Gamma1 Octantis (en abrégé γ1 Oct) est une étoile géante de la constellation australe de l'Octant. Elle est visible à l'œil nu avec une magnitude apparente de 5,11. L'étoile présente une parallaxe annuelle de 12,18 mas mesurée par le satellite Gaia, ce qui indique qu'elle est distante d'environ ∼ 268 a.l. (∼ 82,2 pc) de la Terre. Elle s'éloigne du Système solaire à une vitesse radiale de +15,4 km/s.
Gamma1 Octantis est une étoile géante jaune évoluée de type spectral G7III. C'est une géante du red clump, ce qui indique qu'elle génère son énergie par la fusion de l'hélium dans son noyau. L'étoile est environ 2,1 fois plus massive que le Soleil et son rayon est 10 fois plus grand que le rayon solaire. Elle est environ 58 fois plus lumineuse que le Soleil et sa température de surface est de 5 027 K. Elle apparaît relativement appauvrie en métaux, avec une abondance en fer qui ne vaut que 51 % l'abondance solaire en fer.